# Детум
Детум (њем. Dettum) општина је у њемачкој савезној држави Доња Саксонија. Једно је од 37 општинских средишта округа Волфенбител. Према процјени из 2010. у општини је живјело 1.250 становника. Посједује регионалну шифру (AGS) 3158009.

## Географски и демографски подаци
Детум се налази у савезној држави Доња Саксонија у округу Волфенбител. Општина се налази на надморској висини од 104 метра. Површина општине износи 17,2 km². У самом мјесту је, према процјени из 2010. године, живјело 1.250 становника. Просјечна густина становништва износи 73 становника/km².

## Међународна сарадња
| Мјесто | Држава | Врста сарадње | Од    |
| ------ | ------ | ------------- | ----- |
|        | Пољска | партнерство   | 1996. |
| Извор  |        |               |       |